# Draagvolgorde van Franse onderscheidingen
De draagvolgorde van Franse onderscheidingen is vastgesteld door de Grootkanselarij van het Legioen van Eer. Niet alle decoraties en medailles kunnen nog worden gedragen sinds de laatste veteraan van de Eerste Wereldoorlog is gestorven. Deze onderscheidingen zijn met een *) aangegeven.

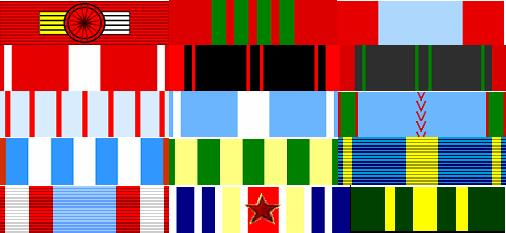
Batons van Generaal Hélie de Saint Marc, gerangschikt volgens de voorschriften

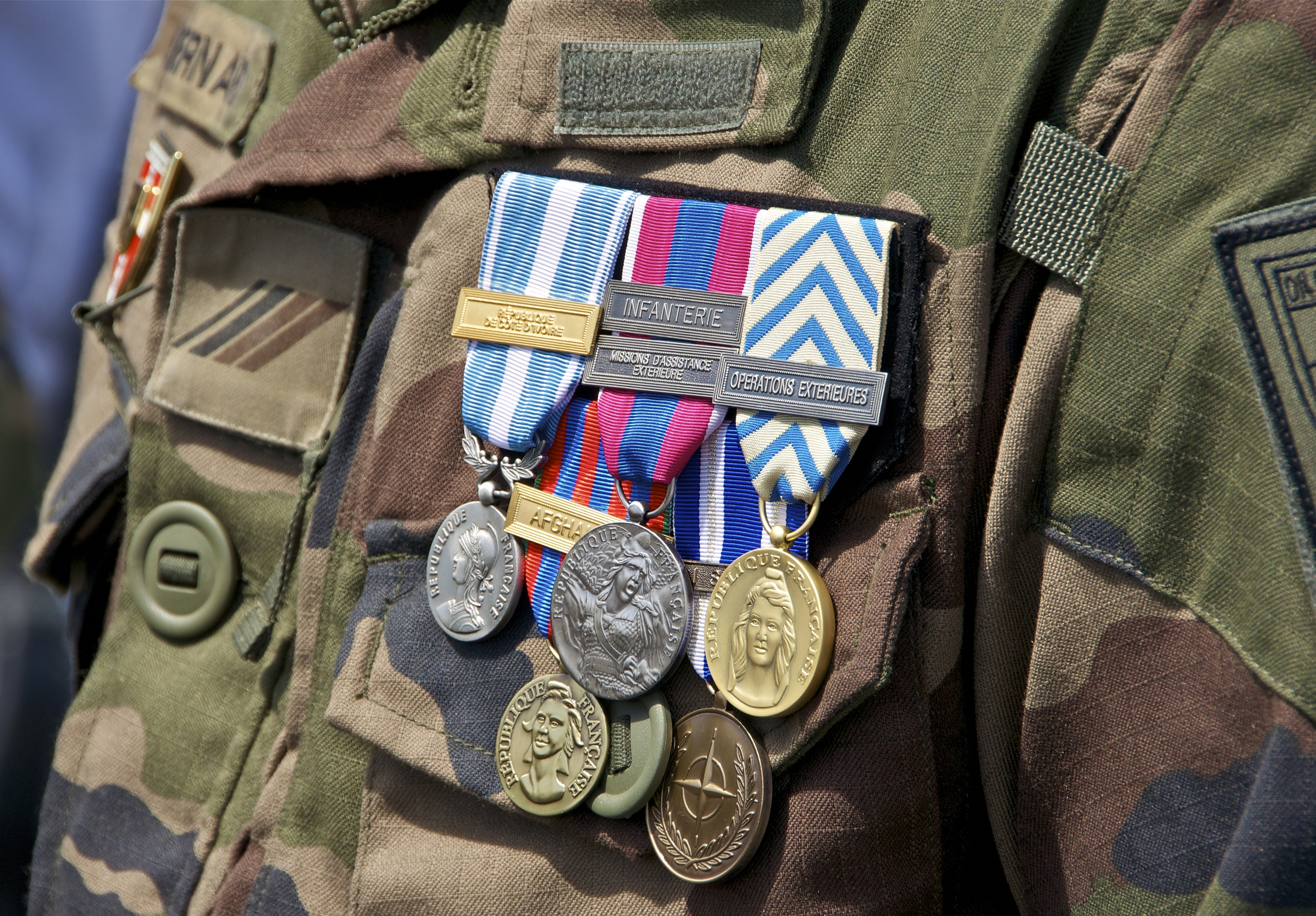
Volgens voorschrift opgespelde medailles

Als eerste wordt in Frankrijk altijd het Legioen van Eer gedragen, daarna volgen de andere decoraties, de "Décorations".
- Het Legioen van Eer (Légion d'Honneur),
- Het Bevrijdingskruis (Croix de la Libération,
- De Militaire Medaille (Médaille militaire)
- De Nationale Orde van Verdienste (Ordre National du Mérite
- Het Oorlogskruis 1914 - 1918 (Croix de Guerre (1914-1918) *),
- Het Oorlogskruis 1939- 1945 (Croix de Guerre 1939-1945),
- Het Oorlogskruis voor alle andere Gebieden (Croix de Guerre T.O.E)
- Het Kruis voor Militaire Heldhaftigheid (Croix de la Valeur Militaire),
- De Medaille van het Franse Verzet (Médaille de la Résistance française),
- De Orde van de Academische Palmen (Ordre des Palmes Académiques),
- De Orde van Agrarische Verdienste (Ordre du Mérite Agricole),
- De Orde van Maritieme Verdienste (Ordre du Mérite maritime),
- De Orde van Kunsten en Letteren (Ordre des Arts et Lettres),
- De Medaille der Ontsnapten (Médaille des Évadés),
- Het Kruis voor Oorlogsvrijwilligers 1914-1918 (Croix du Combattant Volontaire 1914-1918)*),
- Het Kruis voor Oorlogsvrijwilligers 1939-1945 Croix du Combattant Volontaire (1939-1945)
- Het Kruis voor Oorlogsvrijwilligers in het Verzet (Croix du Combattant Volontaire de la Résistance)
- Het Kruis voor Oorlogsvrijwilligers in Indochina (Croix du Combattant Volontaire Indochine)
- Het Kruis voor Oorlogsvrijwilligers in Korea (Croix du Combattant Volontaire Corée)
- Het Kruis voor Oorlogsvrijwilligers (Croix du Combattant Volontaire A.F.N)
- De Medaille voor de Luchtvaart (Médaille de l'aéronautique),
- Het Soldatenkruis (Croix du Combattant),
- De Franse Erkentelijkheidsmedaille (Médaille de la Reconnaissance française),
- De Koloniale Medaille Médaille Coloniale
- De Medaille voor Dienst Overzee (Médaille d'Outre Mer)
- De Medaille van de Nationale Gendarmerie (Médaille de la Gendarmerie nationale)
- De Medaille van de Nationale Verdediging (Médaille de la Défense Nationale),
- De Medaille voor Vrijwillige Militaire Dienst (Médaille des Services Militaires volontaires),
- De Eremedailles van de ministeries (Médailles d'Honneur ressortissant aux différents départements Ministériels)
- De Medaille van de A.F.N. en de Nationale Erkenning (Médaille d'A.F.N et de la Reconnaissance de la nation),

## Hierna volgen de herinnerings- en campagnemedailles
- De Overwinningsmedaille (Médaille Commémorative interalliés, dite "Médaille de la Victoire) *)
- De Herinneringsmedaille aan Marokko (Médaille Commémorative du Maroc),
- De Herinneringsmedaille aan de Grote Oorlog (Médaille Commémorative de la Grande Guerre) *),
- De Herinneringsmedaille aan de Oorlog in de Oriënt (Médaille Commémorative d'Orient) *),
- De Herinneringsmedaille aan de Dardanellen (Médaille Commémorative des Dardanelles) *),
- De Herinneringsmedaille aan de Oorlog 1939-1945 (Médaille Commémorative de la Guerre 1939-1945)
- De Herinneringsmedaille aan Syrië en Cilicië (Médaille Commémorative du Levant),
- De Herinneringsmedaille aan de Campagne in Italië 1943-1944 (Médaille Commémorative de la Campagne d'Italie),
- De Herinneringsmedaille aan de Campagne in Indochina (Médaille Commémorative de la Campagne d'Indochine),
- De Herinneringsmedaille aan de VN-operaties in Korea (Médaille Commémoratives des Opérations de l'O.N.U. en Corée),
- De Herinneringsmedaille aan de Veiligheidsoperaties en de Ordehandhaving in Noord-Afrika (Médaille Commémorative des Opérations de Sécurité et de Maintien de l'Ordre en A.F.N.),
- De Herinneringsmedaille aan de Operaties in het Midden-Oosten (Médaille Commémorative française des opérations du Moyen-Orient),
- De Franse Herinneringsmedaille (Médaille Commémorative française).

## Hierna volgen medailles voor verdienste
- De Medaille voor de Jeugd en de Sport (Médaille de la jeunesse et des sports),
- De Eremedaille voor het Burgerpersoneel van het Ministerie van Defensie (Médaille d'honneur des personnels civils relevant du ministère de la Défense),
- De Eremedaille voor Daden van Moed en Toewijding (Médaille d'Honneur pour actes de courage et de dévouement),
- De Eremedaille voor de Medische Dienst van de Strijdkrachten (Médaille d'Honneur du service de Santé des Armées),